# La Ceinture de feu
La Ceinture de feu est une œuvre des artistes brésiliens Angela Detanico et Rafael Lain située en France, à Paris. Il s'agit d'une installation située sur la façade de l'Institut de physique du globe de Paris (IPGP).

## Description
L'installation prend la forme d'une ligne brisée de néons rouges qui reproduit le parcours de la ceinture de feu du Pacifique, ligne imaginaire qui relie les volcans du pourtour de l'océan Pacifique. Le parcours de la ligne reproduit les emplacements de ces volcans, selon une projection de Fuller.

## Localisation
L'œuvre est installée sur les quatre façades du nouveau bâtiment de l'Institut de physique du globe, à l'intersection des rues Jussieu et Cuvier, dans le 5e arrondissement de Paris. Le thème de l'installation fait écho aux activités de l'Institut. Construite en même temps que ce bâtiment, elle en fait complètement le tour.

## Artistes
Angela Detanico (née en 1973) et Rafael Lain (né en 1974) sont deux artistes brésiliens.

## Une œuvre de commande
L'œuvre d'art contemporain a fait l'objet d'une commande par les pouvoirs publics (Établissement public du campus de Jussieu) dans le cadre de la construction du nouveau bâtiment de l'IPGP.
Un appel à candidature a été lancé fin 2008 destiné à obtenir quatre offres. Dans le cadre du 1 % artistique, une enveloppe de 239 000 euros a été alloué pour réaliser l'œuvre, rémunérer les auteurs et indemniser les trois projets non retenus.